# جبل ورقان
جبل ورقان هو أحد جبال منطقة المدينة المنورة، يقع جبل ورقان جنوب غرب المدينة المنورة ، على بعد سبعين كيلومتر على طريق الهجرة السريع، ويبلغ ارتفاعه 2400 متر عن سطح البحر وتعرف أيضًا ب جبال عوف نسبة ل قبيلة بني عوف من حرب ، ذكر جبل ورقان في السنة الشريفه حيث قال رسول الله ضرس الكافر يوم القيامة مثل أحد وعرض جلده سبعون ذراعا وعضده مثل البيضاء وفخذه مثل ورقان ومقعده في النار ما بيني وبين الربذة.
يقع بالقرب منه الكثير من القرى ومنها الشلايل،  هبت  ، حضة، ريم، الحلقة، الجلس، الشفية، البلانية، يدعه، القاحة، الوطية.

## ما ذكرة المؤرخون والجغرافيون

### البكري الأندلسي
قال البكري الأندلسي
ورقان بفتح أوله، وكسر ثانيه، بعده قاف، على وزن فعلان. وهو من جبال تهامة. ومن صدر مصعدا من مكّة، فأوّل جبل يلقاء ورقان، وهو كأعظم ما يكون من الجبال، ينقاد من سيالة إلى المتعشى، بين العرج والرّويثة، فيه أوشال وعيون عذاب، سكانه بنو أوس من مزينة، قوم صدق وأهل يسار.
و فيه أنواع الشجر المثمر وغير المثمر؛ فيه السّمّاق، والقرض، والرّمّان، والخزم، وهو شجر يشبه ورقه ورق البردىّ، وله ساق كساق النخلة، يتّخذ منه الأرشية الجياد، وأهل الحجاز يسمّون السّمّاق الضّمخ، وأهل الجند يسمّونه العرتن. وعن يمين ورقان سيالة والرّوحاء والرّويثة، والعرج عن يساره.
و يتّصل بورقان قدس المتقدّم ذكره، وقال الأحوص:
و يخفّف، فيقال ورقان، قال جميل:
و من حديث وهب الذي يرويه من طريق درّاج، عن أبى الهيثم، عن أبى سعيد الخدريّ، قال: قال رسول اللّه صلى اللّه عليه وسلم مقعد الكافر من النار مسيرة ثلاثة أيام، وضرسه مثل أحد، و فخذه مثل ورقان.
و من حديث آخر: أنّه عليه السلام ذكر غافلى هذه الأمّة، فقال: رجلان من مزينة، ينزلان جبلا من جبال العرب يقال له ورقان.

### الزمخشري
قال الزمخشري
وَرِقان جبل معروف.

### الإسکندري
قال الإسکندري
ورقان أمّا بكسر الرّاء، كملكان: جبل أسود، أوّل جبل يلقاه من صدر عن المدينة مصعدا من عن يمينه ينقاد من سيالة إلى المتعشّى بين العرج والرّويثة، يدفع سيله إلى ريم.

### الحازمي الهمداني
قال الحازمي الهمداني
ورقان بكسر الراء على وزن ملكان -: جبل أسود بين العرج والرويثة على يمين المصعد من المدينة إلى مكّه ينصب ماؤه إلى ريم، قال نوفل بن عماره بن الوليد: -
قال أبو الأشعث الكندي في «أسماء جبال تهامه»: ولمن صدر من المدينة مصعداً أول جبل يلقاه عن يساره ورقان، وهو جبل أسود عظيم كأعظم ما يكون من الجبال ينقاد من سياله إلى المتعشى بين العرج والرويثة، ويقال للمتعشى الجي، وفي ورقان أنواع الشجر المثمر كله غير التمر وفيه القرض والسماق والرمان والخزم، وفيه أوشال وعيون عذاب.

### ياقوت الحموي
قال ياقوت الحموي
ورِقان: بالفتح ثم الكسر، والقاف، وآخره نون، بوزن ظربان، ويروى بسكون الراء، قال جميل:
والصواب ما أثبتناه في حديث أبي هريره، رضي الله عنه: خير الجبال أحد والأشعر وورقان، وهو جبل أسود بين العرج والرويثة على يمين المصعد من المدينة إلى مكة ينصبّ ماؤه إلى رثم، قال نوفل بن عماره بن الوليد:
قال ذكر عرام بن الأصبغ في أسماء جبال تهامه: ولمن صدر من المدينة مصعدا أوّل جبل يلقاه من عن يساره ورقان وهو جبل عظيم أسود كأعظم ما يكون من الجبال ينقاد من سياله إلى المتعشى بين العرج والرويثة، ويقال للمتعشى الجيّ، وفي ورقان أنواع الشجر المثمر وغير المثمر وفيه القرض والسّمّاق والخزم وفيه أوشال وعيون عذاب،
والخزم: شجر يشبه ورقه ورق البرديّ وله ساق كساق النخلة تتخذ منه الأرشية الجياد، وسكان ورقان بنو أوس بن مزينه وهم أهل عمود، وقال أبو سلمه يمدح الزبير:

### عبد المؤمن البغدادي
قال عبد المؤمن البغدادي
ورقان بالفتح، ثم الكسر، والقاف، وآخره نون: بوزن ظربان. ويروى بسكون الراء، وهو جبل أسود بين العرج والرّويثة، على يمين المصعد من المدينة إلى مكة ينصبّ ماؤه إلى رئم، وهو من جبال تهامة.

### السمهودي
قال السمهودي
ورقان بالفتح ثم الكسر وقد تسكن وبالقاف، جبل عظيم أسود على يسار المصعد من المدينة، وينقاد من سيالة إلى الجي بين العرج والرويثة، وبسفحه عن يمينه سيالة ثم الروحاء ثم الرويثة ثم الجي، وفي ورقان أنواع الشجر المثمر وغير المثمر والقرض والسماق، وفيه أوشال وعيون، سكانه بنو أوس من مزينة قوم صدق أهل عمود، قاله عرام.
وقال الأسدي: إنه على يسار الطريق حين يخرج من السيالة، ويقال: إنه يتصل إلى مكة، انتهى.
وذكر عرام أن الذي يليه عند الجي القدسان، يفصل بينه وبينهما عقبة ركوبة، وسبق في فضل أحد من حديث الطبراني أن ورقان من جبال الجنة، وحديث «خير الجبال أحد والأشعر وورقان» وأنه أحد الأجبل التي وقعت بالمدينة من الجبل الذي تجلى الله تعالى له، وفي رواية أنه أحد الأجبل التي بنيت الكعبة منها، وسبق في مسجد عرق الظبية قوله صلى الله عليه وسلم «هل تدرون ما اسم هذا الجبل» يعني ورقان «هذا حمت، جبل من جبال الجنة، اللهم بارك فيه وبارك لأهله» ثم قال «هذا سجاسج للروحاء، هذا واد من أودية الجنة» قال ابن شبة: يقال يوم حمت؛ إذا كان شد الحر: أي هو قوى شديد.

### البلادي الحربي
قال البلادي الحربي
وَرْقَانُ يَضْبِطُهُ الْجُغْرَافِيُّونَ بِكَسْرِ الرَّاءِ، وَأَهْلُهُ يُسَكِّنُونَهُ، وَأَظُنُّهُ بِالسُّكُونِ، يُؤَيِّدُ ذَلِكَ قَوْلُ جَمِيلٍ:
يَا خَلِيلِيَّ إنَّ بُثَيْنَةَ بَانَتْ
يَوْمَ وِرْقَانَ بِالْفُؤَادِ سَبِيًّا
تَقَدَّمَ وَرْقَانُ مَعَنَا فِي عَسْجَدٍ، وَكَسَرَهُ هُنَاكَ زَرَاحٌ الْعُذْرِيُّ لِضَرُورَةِ الشِّعْرِ. قُلْت: هُوَ جَبَلٌ أَشْهَبُ وَلَيْسَ بِأَسْوَدَ كَمَا تَنَاقَلَتْهُ كُتُبُ الْمُتَقَدِّمِينَ، ذُو شَنَاخِيبَ عَسِرُ الْمَرْقَى، إذَا أَقْبَلْت عَلَى الرَّوْحَاءِ آتِيًا مِنْ الْمَدِينَةِ كَانَ وَرْقَانُ عَلَى يَسَارِك، تَرَاهُ شَاهِقًا، وَلِلنَّاسِ تَغَنٍّ بِعُسْرِ مَرَقَاهُ وَمَنْعَتِهِ، وَهُوَ الْيَوْمَ لِعَوْفٍ مِنْ حَرْبٍ، وَمِيَاهُهُ مَقْسُومَةٌ بَيْنَ غَوْرٍ وَجِلْسَ الْغَوْرُ، فِي وَادِي الصَّفْرَاءِ وَالْجِلْسُ فِي وَادِي الْفُرَيْشِ ثُمَّ مَلَلٍ فَإِضَمٍ. يَبْعُدُ وَرْقَانُ جَنُوبَ الْمَدِينَةِ (70) كيلًا.